# Wellenkuppe
Die Wellenkuppe ist ein 3898 m ü. M. hoher Berg im Kanton Wallis, Schweiz.  Er  liegt nordöstlich des Ober Gabelhorns und südlich des Zinalrothorns auf dem Grat, welcher das Mattertal vom Val d’Anniviers trennt.